# Пођинано (Фиренца)
Пођинано је насеље у Италији у округу Фиренца, региону Тоскана.
Према процени из 2011. у насељу је живело 15 становника. Насеље се налази на надморској висини од 249 м.